# Elisabetta Biavaschi
Elisabetta Biavaschi (Chiavenna, 26 giugno 1973) è un'ex sciatrice alpina italiana.

## Biografia
Slalomista pura, fece parte dal 1994 al 2004 della nazionale femminile di sci alpino; in Coppa del Mondo ottenne il primo risultato di rilievo il 9 gennaio 1994 ad Altenmarkt-Zauchensee (26ª) e in totale prese parte a 79 gare. Durante la sua carriera alternò le presenze nel massimo circuito internazionale a quelle in Coppa Europa e in Nor-Am Cup; in Coppa Europa conquistò l'ultimo podio il 17 febbraio 1995 a Plejsy (2ª). Esordì ai Campionati mondiali a Sierra Nevada 1996, chiudendo 12ª; l'anno dopo, nella rassegna iridata di Sestriere, fu invece 9ª.
Ai XVIII Giochi olimpici invernali di Nagano 1998, sua unica presenza olimpica, non concluse la prova. Il 19 marzo 2000 ottenne il suo unico podio in Coppa del Mondo (3ª a Bormio), mentre ai Mondiali di Sankt Anton am Arlberg 2001, sua ultima presenza iridata, non terminò la gara. A causa dei gravi problemi fisici alla schiena e al menisco che la colpirono durante la sua carriera si ritirò alla fine della stagione 2003-2004; prese per l'ultima volta il via in Coppa del Mondo di sci alpino il 29 febbraio a Levi, senza completare la prova, e la sua ultima gara fu lo slalom speciale dei Campionati italiani 2004, disputato il 23 marzo a Chiesa in Valmalenco e chiuso dalla Biavaschi al 7º posto.

## Palmarès

### Coppa del Mondo
- Miglior piazzamento in classifica generale: 45ª nel 2000
- 1 podio (in slalom speciale):
  - 1 terzo posto

### Coppa Europa
- 3 podi (dati dalla stagione 1994-1995):
  - 1 vittoria
  - 2 secondi posti

#### Coppa Europa - vittorie
| Data             | Località             | Paese  | Specialità |
| ---------------- | -------------------- | ------ | ---------- |
| 20 dicembre 1994 | Gressoney-La-Trinité | Italia | SL         |

Legenda:

SL = slalom speciale

### Campionati italiani
- 5 medaglie[1]:
  - 2 ori (slalom speciale nel 2000; slalom speciale nel 2001)
  - 1 argento (slalom speciale nel 1995)
  - 2 bronzi (slalom speciale nel 1997; slalom speciale nel 1998)